# Galactodenia delicatula
Galactodenia delicatula är en stensöteväxtart som först beskrevs av Carl Friedrich Philipp von Martius och Gal., och fick sitt nu gällande namn av Michael Sundue och Labiak. Galactodenia delicatula ingår i släktet Galactodenia och familjen Polypodiaceae. Inga underarter finns listade.